# Ingolf Metze
Ingolf Metze (* 6. Dezember 1934) ist ein deutscher Finanzwissenschaftler.
Nach seinem Studium habilitierte sich Metze 1966. Anfang 1972 wurde er als ordentlicher Professor für Volkswirtschaftslehre auf den Lehrstuhl für Finanzwissenschaften der Westfälischen Wilhelms-Universität in Münster berufen.
Seit 1973 war er neben Herbert Timm weiterer Direktor des Instituts für Finanzwissenschaft. Von 1979 bis 1985 war er Mitglied des Wissenschaftlichen Beirats beim Bundesministerium für Familie, Jugend und Gesundheit.
1996/1997 war Metze Dekan der Wirtschaftswissenschaftlichen Fakultät.
Metze beschäftigte sich vor allem mit Allgemeiner und Spezieller Steuerlehre, Sozialpolitik und Gesundheitsökonomie.
Seine Hauptanstrengungen galten in seinen letzten aktiven Jahren der Entwicklung eines Simulationsmodells zur Ermittlung von gesamtwirtschaftlichen Steuerwirkungen.